# Alfred E. Montgomery
Alfred Eugene Montgomery (né le 12 juin 1891 à Omaha (Nebraska) et mort le 15 décembre 1961 à Bremerton) est un vice-amiral de la marine américaine qui a servi lors de la Première Guerre mondiale et de la Seconde Guerre mondiale. Diplômé de l'Académie navale, il participe à des opérations sur la frontière mexicaine. Il devient commandant en second du sous-marin USS E-1 (SS-24). En novembre 1914, il prend son poste au Mare Island Naval Shipyard où le sous-marin USS F-1 (SS-20) est rééquipée, et lui sert comme de commandant de juin 1917 jusqu'à son naufrage le 17 décembre 1917. En juin 1922, Montgomery est qualifié comme un aviateur naval. Il prend le commandement en second de l’Observation Squadron TWO et poursuit sa carrière avec différents commandements dans l’aéronavale.
Il est nommé commandant en second du porte-avions USS Ranger (CV-4) à partir de novembre 1936 et jusqu'en juin 1938, et son commandant de juin 1940 à juin 1941. En juin 1941, il devient chef d'état-major et adjoint au commandant de l’aéronaval de la flotte de l’Atlantique. En aout 1943, il prend le commandement de la Carrier Division 12, depuis son navire amiral l’USS Essex (CV-9), et commandant de la Carrier Division 3 en mars 1944, depuis l’USS Bunker Hill (CV-17). En tant que tel, il commande un Task Group de la Fast Carrier Task Force dans la campagne des îles Gilbert et Marshall, la bataille de la mer des Philippines, et la Campagne des Philippines. Après la guerre, il commande la Cinquième flotte et la Première flotte.

## Jeunesse et début de carrière
Alfred Eugene Montgomery est né à Omaha dans le Nebraska le 12 juin 1891. Il est le fils d'Eugène et Julia Smith Montgomery. Il suit des études à Omaha et à l'école secondaire Brookline High School (en) dans le Massachusetts puis il rentre à l'Académie navale des États-Unis à Annapolis en 1908. Il en sort diplômé le 8 juin 1912 et il est commissionné comme enseigne en 1914. Sa première affectation se déroule sur le cuirassé USS Virginia (BB-13). Il est par la suite affecté comme instructeur sur l’USS Constellation, qui sert de navire de formation à la base navale de Newport dans le Rhode Island. Entre février 1914 et juillet 1915, il sert sur le croiseur USS Tacoma (CL-20), qui participe à des opérations à la frontière mexicaine, sur le croiseur USS Chester (CL-1) et sur le cuirassé USS Connecticut (BB-18).

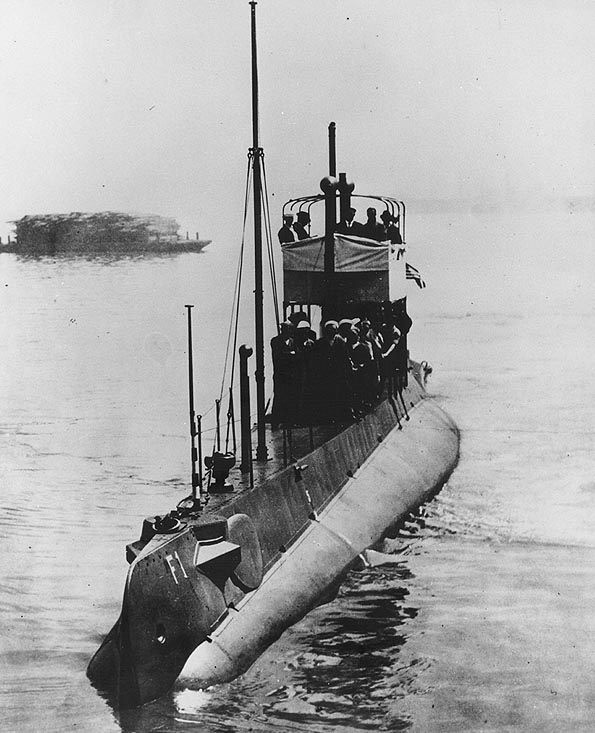
Le sous-marin USS F-1 (SS-20) en 1912.

En juillet 1915, il rejoint le service des sous-marins. Après une formation sur l'ancien monitor USS Tonopah, il devient commandant en second du sous-marin USS E-1 (SS-24). En novembre 1914, il est transféré au Mare Island Naval Shipyard où le nouveau sous-marin USS F-1 (SS-20) est en cours de finition. Il prend le commandement de ce dernier de juin 1917 au 17 décembre 1917, lorsque le F-1 entre en collision avec son navire jumeau l’USS F-3 (SS-22) lors des manœuvres et coule en quelques secondes avec la perte de dix-neuf membres de son équipage. Montgomery est alors affecté au sous-marin USS R-20 (SS-97), qui est en construction au chantier Union Iron Works à San Francisco. Il devient son commandant au moment de sa mise en service le 26 octobre 1918. Il retourne à l'Union Iron Works en octobre 1920 afin de superviser la fin de la construction du USS S-32 (SS-137) et sa mise en service, mais avant cette dernière, il est envoyé au Mare Island Naval Shipyard en janvier 1921, comme surintendant de la division machines.
En janvier 1922, Montgomery est affecté à la Naval Air Station Pensacola en Floride, où il est qualifié comme aviateur naval le 8 juin 1922. Il est alors nommé commandant en second du VO-2, l'escadron d'observation du transport d'hydravions USS Aroostook (CM-3). En 1923 il est commandant du VO-1 puis du VO-6. Après une courte période en tant qu'aide du capitaine Walter R. Gherardi, qui commande les escadrons d'avions de la Scouting Fleet de l'USS Wright (AV-1), il devient le commandant de l'escadron de bombardiers-torpilleurs VT-1. Il est affecté à la station aéronavale navale de San Diego en 1925, devenant son commandant en second l'année suivante. Puis il retourne en mer en tant que commandant aérien à bord du porte-avions USS Langley (CV-1). En juillet 1929, il devient commandant du VT-2 sur l'USS Saratoga (CV-3).
En alternant service en mer et à terre, il commande ensuite la Naval Station Puget Sound (en) d'août 1930 à mai 1932. De juillet 1932 à mai 1933, il est officier d'Aviation de l'état-major du Commandant des croiseurs de la Scouting Force, sur son navire amiral l'USS Chicago (CA-29). Il devient ensuite le chef de la section d'aviation de la  Ship's Movement Division du bureau du chef des Opérations navales au Département de la Marine des États-Unis à Washington DC, puis prend le commandement de la Naval Support Facility Anacostia de juillet 1934 à février 1936. Il retourne à la mer en février 1936 en tant qu'officier des plans et des opérations à l'état-major du commandant de l'aviation de la Battle Fleet du contre-amiral Henry V. Butler et plus tard du contre-amiral Frederick J. Horne (en). Il est commandant en second du porte-avions USS Ranger (CV-4) de novembre 1936 à juin 1938, et à nouveau de la station aéronavale navale de San Diego de juillet 1938 à juillet 1939.

## Seconde Guerre mondiale

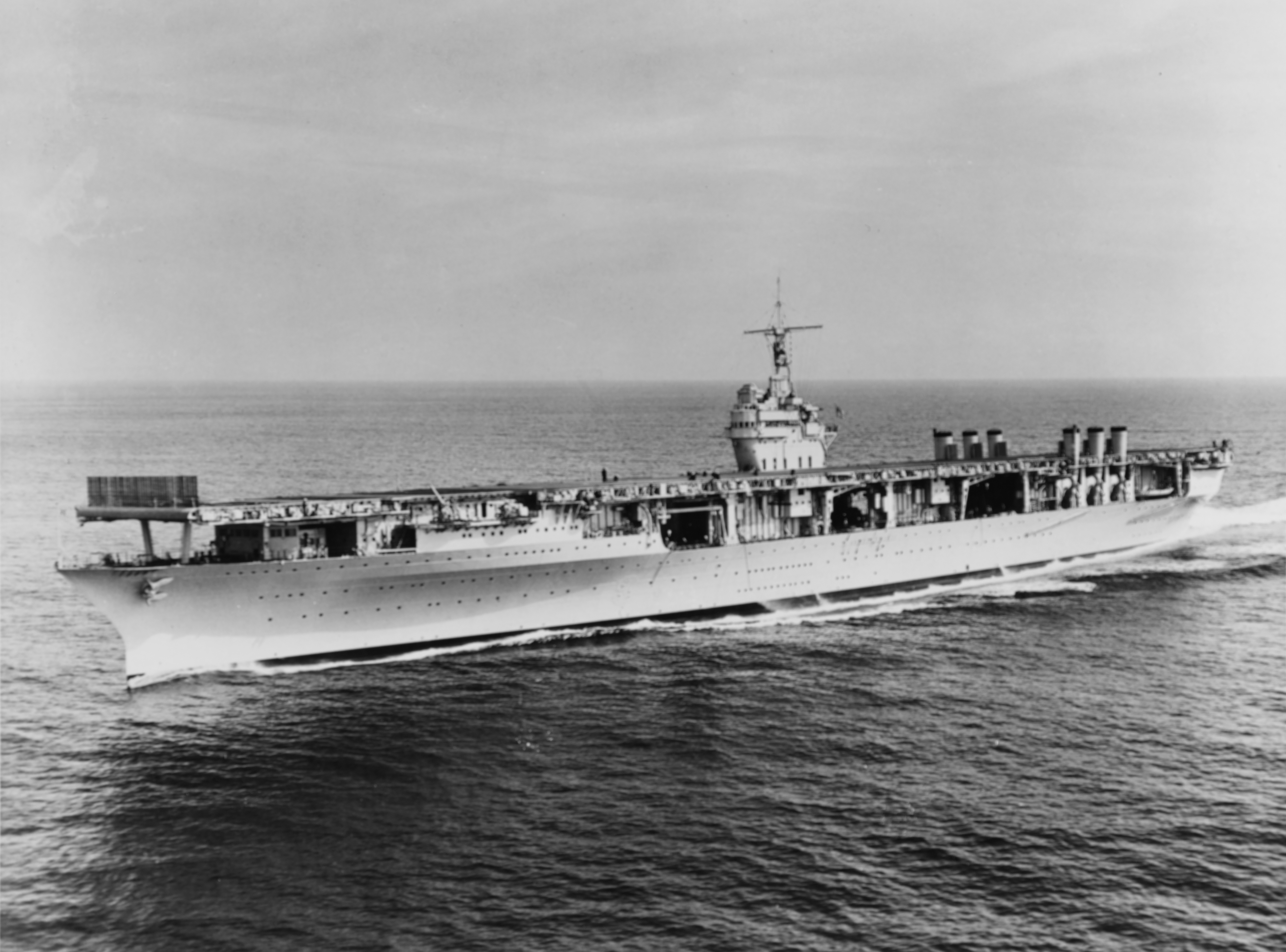
L'USS Ranger (CV-4) en 1934.

Montgomery est chef de la division de vol au Bureau of Aeronautics du département de la Marine de juillet 1939 à juin 1940, quand il prend le commandement du Ranger. En juin 1941 il devient chef d'état-major et aide du commandant de l'aviation (renommé commandant des porte-avions) de la Flotte de l' Atlantique, le contre-amiral Arthur B. Cook. Il sert à ce poste lorsque les États-Unis entrent dans la Seconde Guerre mondiale après l'attaque de Pearl Harbor en décembre 1941. À ce poste, il est chargé de l'activité des U-Boats allemands et de leur chasse dans l'Atlantique. Promu contre-amiral en mai 1942, Montgomery est nommé commandant de la Naval Air Station Corpus Christi en juin, puis du Naval Air Training Centre à Corpus Christi en novembre. Pour son service à Corpus Christi, il reçoit la Legion of Merit.
En août 1943, il est nommé commandant de la 12e division de porte-avions, son navire-amiral est USS Essex (CV-9), puis commandant de la 3e division de porte-avions en mars 1944, avec comme navire-amiral l'USS Bunker Hill (CV-17). En tant que tel, il commande un Task Group de la Fast Carrier Task Force, qui est nommé Task Force 58 quand elle est affectée à la 5e flotte et Task Force 38 quand elle est affectée à la 3e flotte. Pendant la campagne des îles Gilbert et Marshall, il mène le Task Group 50.3, avec les porte-avions Essex, Bunker Hill et Independence. Son Task Group attaque Rabaul le 11 novembre, puis bombarde Tarawa pendant trois jours du 18 au 20 novembre. Pour sa participation à la campagne, il reçoit la Navy Distinguished Service Medal et pour le raid sur Saipan, on lui attribue la Navy Cross. Pour la campagne des îles Mariannes et Palaos, Montgomery dirige le Task Group 58.2 composé notamment du Bunker Hill, Wasp, Monterey et du Cabot. Si ses forces obtiennent une grande victoire lors de la bataille de la mer des Philippines, Montgomery se montre assez sévère avec le résultat et notamment sur le fait qu'une partie de la flotte japonaise leur a échappé. Montgomery reçoit une deuxième Navy Distinguished Service Medal pour son commandement lors des opérations de juin 1944 et une troisième pour la campagne des Philippines menée d'octobre à décembre 1944.
Montgomery devient commandant des forces aériennes de la côte ouest et prend ses quartiers à la station navale de San Diego en janvier 1945. Il essaie d'apporter son expérience au combat pour assumer sa nouvelle fonction qui consiste à fournir aux unités de combat des hommes et du matériel. Pour son services à cette tâche, on lui décerne une deuxième Légion of Merit. En juillet 1945, il est nommé comme commandant des forces aériennes de la flotte du Pacifique avec le rang temporaire de vice-amiral.

## Fin de carrière

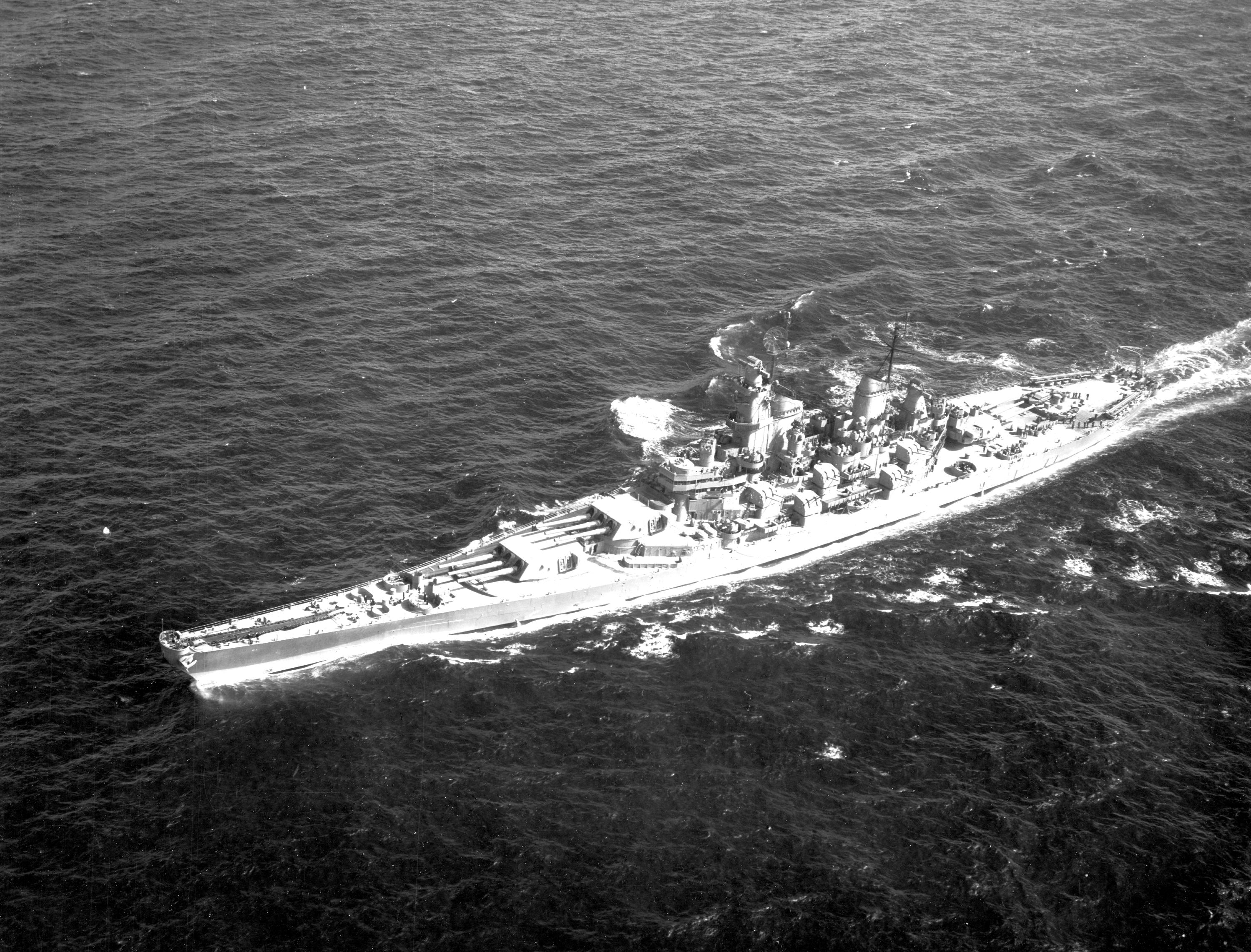
L'USS Iowa (BB-61) en 1947.

Après la guerre, Montgomery devient commandant de la 5e flotte en août 1946, battant son pavillon sur le navire de commandement USS Appalachian (AGC-1). Il prend ensuite le commandement de la 1re flotte en juillet 1947 à bord du cuirassé USS Iowa (BB-61),. Il revient à son rang permanent de contre-amiral en août 1947, et devient commandant de l'Alaskan Sea Frontier (en) et du 17e district naval (en). Il commande la base navale des Bermudes de 1949 à 1950. Il prend son dernier commandement en février 1950 comme Commander Fleet Air, à Jacksonville en Floride. Il prend sa retraite en juillet 1951 avec le rang définitif de vice-amiral.
Montgomery meurt à l'hôpital naval de Bremerton dans l’État de Washington le 13 décembre 1961. Il a survécu à son épouse, Alice Claire Smith Montgomery et à sa fille Anne. Son fils, le lieutenant Brooke Montgomery, a été tué dans un accident d'avion le 1er février 1956.

## Promotion
| Insigne | Rang                      | Date            |
| ------- | ------------------------- | --------------- |
|         | Vice admiral              | 20 juillet 1945 |
|         | Rear admiral (upper half) |                 |
|         | Rear admiral (lower half) | 31 mai 1942     |
|         | Captain                   | 1940            |
|         | Commander                 | 1934            |
|         | Lieutenant commander      |                 |
|         | Lieutenant                | 1918            |
|         | Lieutenant (junior grade) |                 |
|         | Ensign                    | 1912            |